# 湯沢ニューオータニ
湯沢ニューオータニ（ユザワニューオータニ）は、新潟県南魚沼郡湯沢町にあるホテルで、経営はHRTニューオータニである。

## 沿革
- 1973年（昭和48年）7月1日 - 開業[1]。
- 1994年（平成6年） - 改装。
- 2002年（平成14年）- 改装。
- 2014年（平成26年）10月1日 - 北欧風ダイニング『THE SNOW』がオープン。
- 2014年（平成26年）9月1日 - 屋号を「湯沢ニューオータニホテル」から「湯沢ニューオータニ」に変更。
- 2015年（平成27年）3月1日 - HRTニューオータニ（株）と（株）ニューオータニリゾートが合併。NASPAニューオータニと運営が一体化される。
- 2025年（令和7年）5月6日 - 設備の老朽化に伴い、営業終了・閉館予定（同年2月13日発表）[2]。

## 施設
- 客室83室、収容人員437名
- リゾートダイニング「THE SNOW」
- 宴会場、会議室8室（最大350名収容）
- コーヒーコーナー
- カラオケクラブ「エコー」
- カラオケルーム「織姫・彦星」
- 売店
- 越後湯沢温泉大浴場、露天風呂、貸切風呂

## アクセス
- 上越新幹線越後湯沢駅西口より、徒歩約7分。
- 関越自動車道湯沢ICより、約5分。